# معركة قنتش
معركة قنتش (13 ربيع الأول 400 هـ/5 نوفمبر 1009 م) هي معركة دارت ضمن أحداث فتنة الأندلس في منطقة جبل قنتش شرق قرطبة بالأندلس، بين قوات الخليفة محمد المهدي بالله وقوات الأمير سليمان بن الحكم التي كان معظمها من بربر الأندلس المضطهدين من قبل الخليفة المهدي بالله وأهل قرطبة مع حلفائهم من قشتالة بقيادة سانشو غارسيا كونت قشتالة، وانتهت بانتصار قوات سليمان بن الحكم وحليفه سانشو، واعتلائه عرش الخلافة في 15 ربيع الأول 400 هـ، بعد فرار محمد المهدي بالله بعد أن أوقع بهم جيش البربر هزيمة ساحقة فقدت فيها قوات المهدي نحو 10,000 قتيل.